# Euphrasia taurica
Euphrasia taurica là loài thực vật có hoa thuộc họ Cỏ chổi. Loài này được Ganesch. mô tả khoa học đầu tiên năm 1949.